# Sart-Saint-Laurent
Sart-Saint-Laurent (wa. Sårt-Sint-Lorint) – dzielnica (section) miasta Fosses-la-Ville w Belgii, w Regionie Walońskim, w prowincji Namur, w okręgu Namur. 1 stycznia 2020 roku liczyła 1070 mieszkańców. Do 31 grudnia 1976 r. samodzielna gmina. 

## Demografia
Liczba mieszkańców, stan na 1 stycznia:
| Rok                | 1930 | 1947 | 1961 | 2020 |
| ------------------ | ---- | ---- | ---- | ---- |
| Liczba mieszkańców | 448  | 435  | 460  | 1070 |